# Ken Yoshida
Ken Yoshida (født 1. marts 1970) er en tidligere japansk fodboldspiller og træner.
Han har spillet for flere forskellige klubber i sin karriere, herunder Yomiuri.
Han har tidligere trænet Azul Claro Numazu.